# Aparallactus moeruensis
Aparallactus moeruensis (заїрський багатоніжкоїд) — вид отруйних змій родини земляних гадюк (Atractaspididae). Ендемік Демократичної Республіки Конго.

## Поширення і екологія
Заїрські багатоніжкоїди мешкають на південному сході Катанги, біля кордону з Замбією. Вони живуть в лісистих саванах міомбо, на висоті до 900 м над рівнем моря.